# Église Saint-Georges de Souancé-au-Perche
L'église Saint-Georges de Souancé-au-Perche est une église catholique située à Souancé-au-Perche, commune française du département d'Eure-et-Loir en région Centre-Val-de-Loire. L'édifice bénéficie de deux inscriptions successives au titre de monument historique en 1930 et 1935.

## Éléments historiques
À la façade nord de la nef est accolée la tour du clocher, partie la plus ancienne de l'ensemble, datée selon les sources du XIe ou XIIe siècle. La nef précédente est entièrement remaniée au XVIe siècle avec la construction du chœur, débutant vers 1520 et se terminant avant 1542. Les fenêtres romanes d'origine sont transformées en fenêtres ogivales au XIXe siècle.

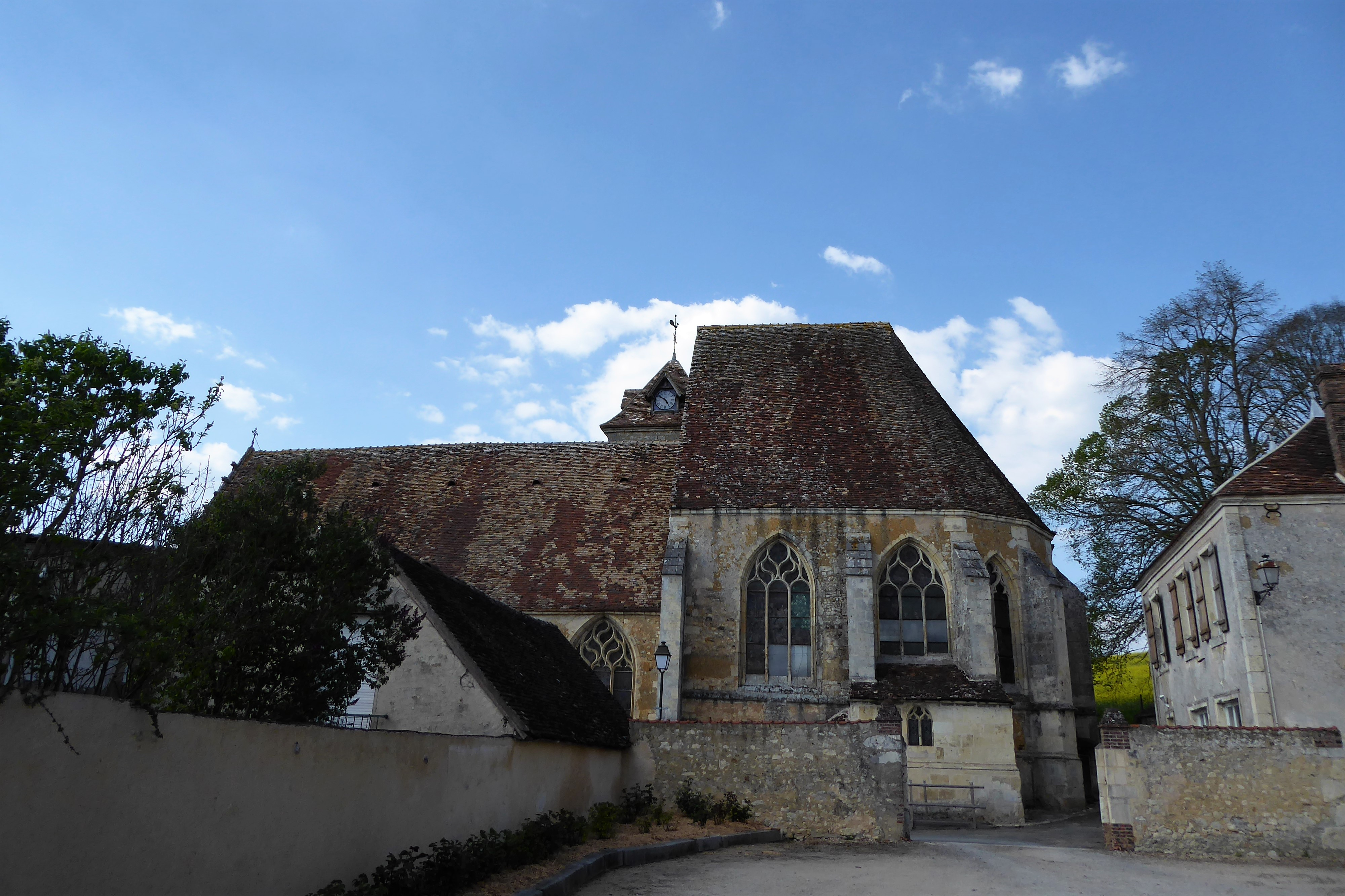
Vue de la cour de la mairie.
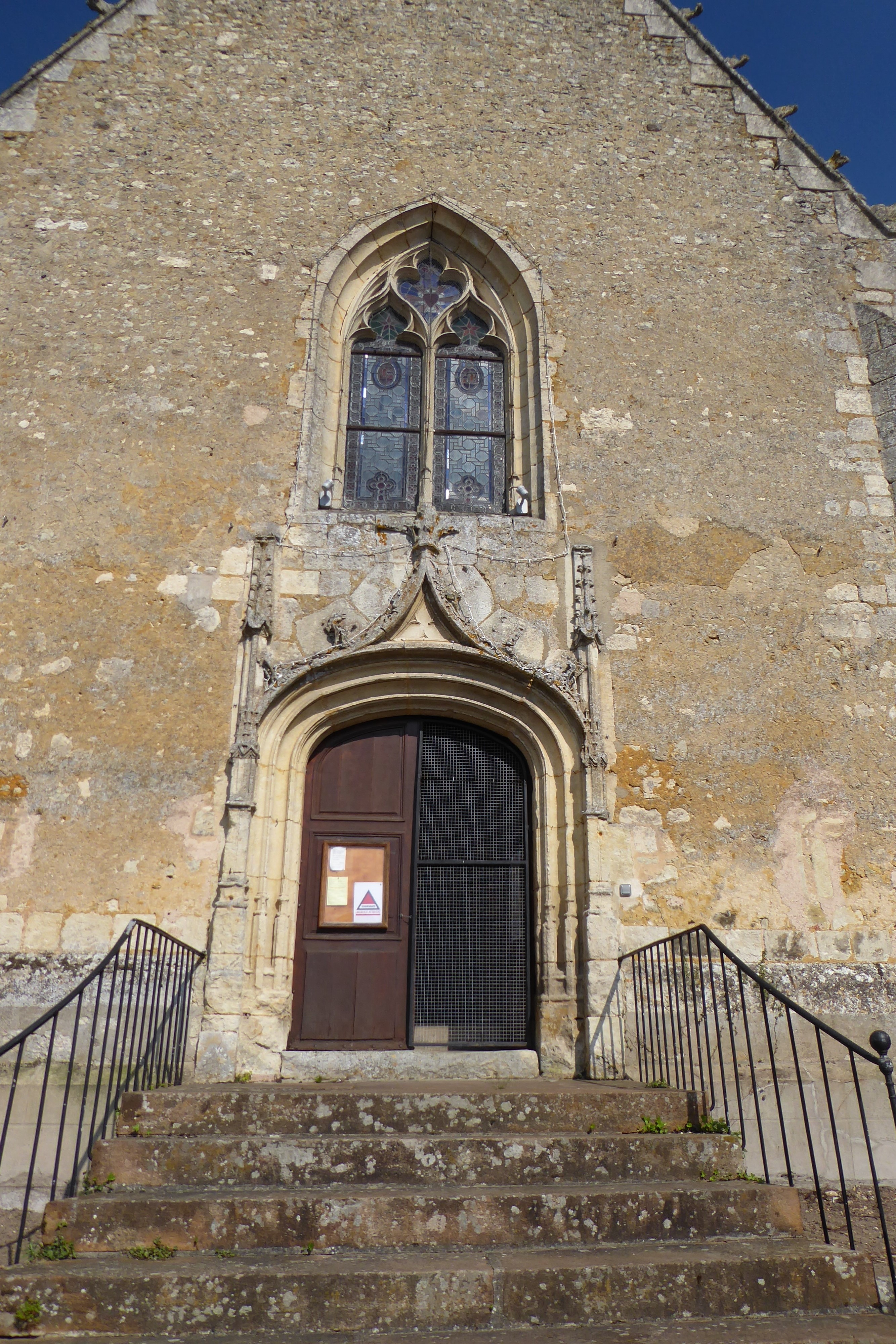
Portail à pinacles et accolade.
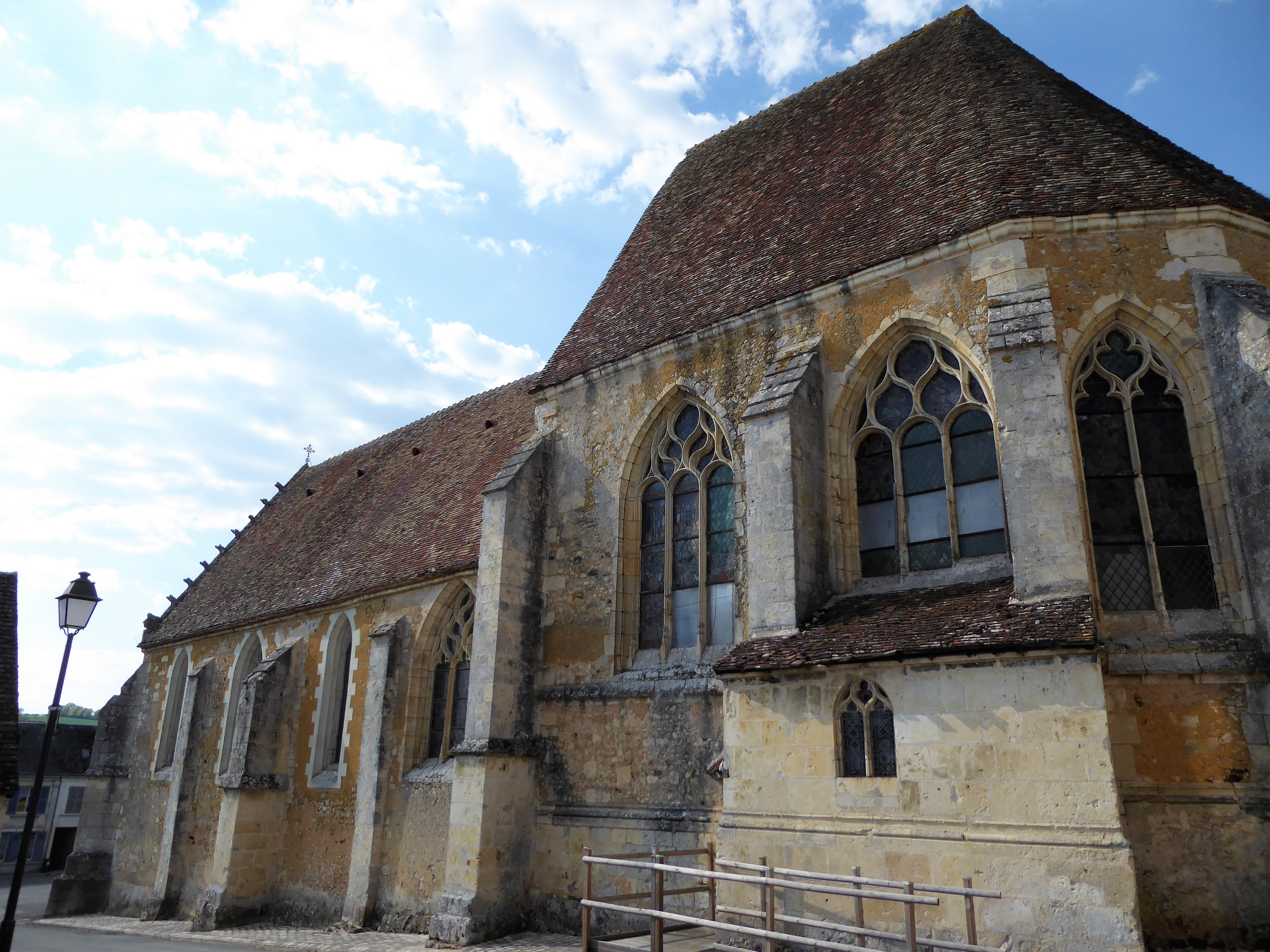
Chœur et mur sud, rampant à chimères.

## Mobilier
L'église Saint-Georges abrite plusieurs mobiliers classés ou inscrits au titre d'objet monument historique.

### Vitraux duXVIesiècle
Ces verrières sont classées monuments historiques depuis 1906. Sont notamment représentés les chanoines donateurs, les instruments de la Passion, la vie de saint Georges, l'Arbre de Jessé, sainte Barbe, des scènes de la Vie de la Vierge.
En 2017, l'association de sauvegarde de l'église entame la restauration de cinq vitraux datés de 1530.

Vitraux du XVIe siècle
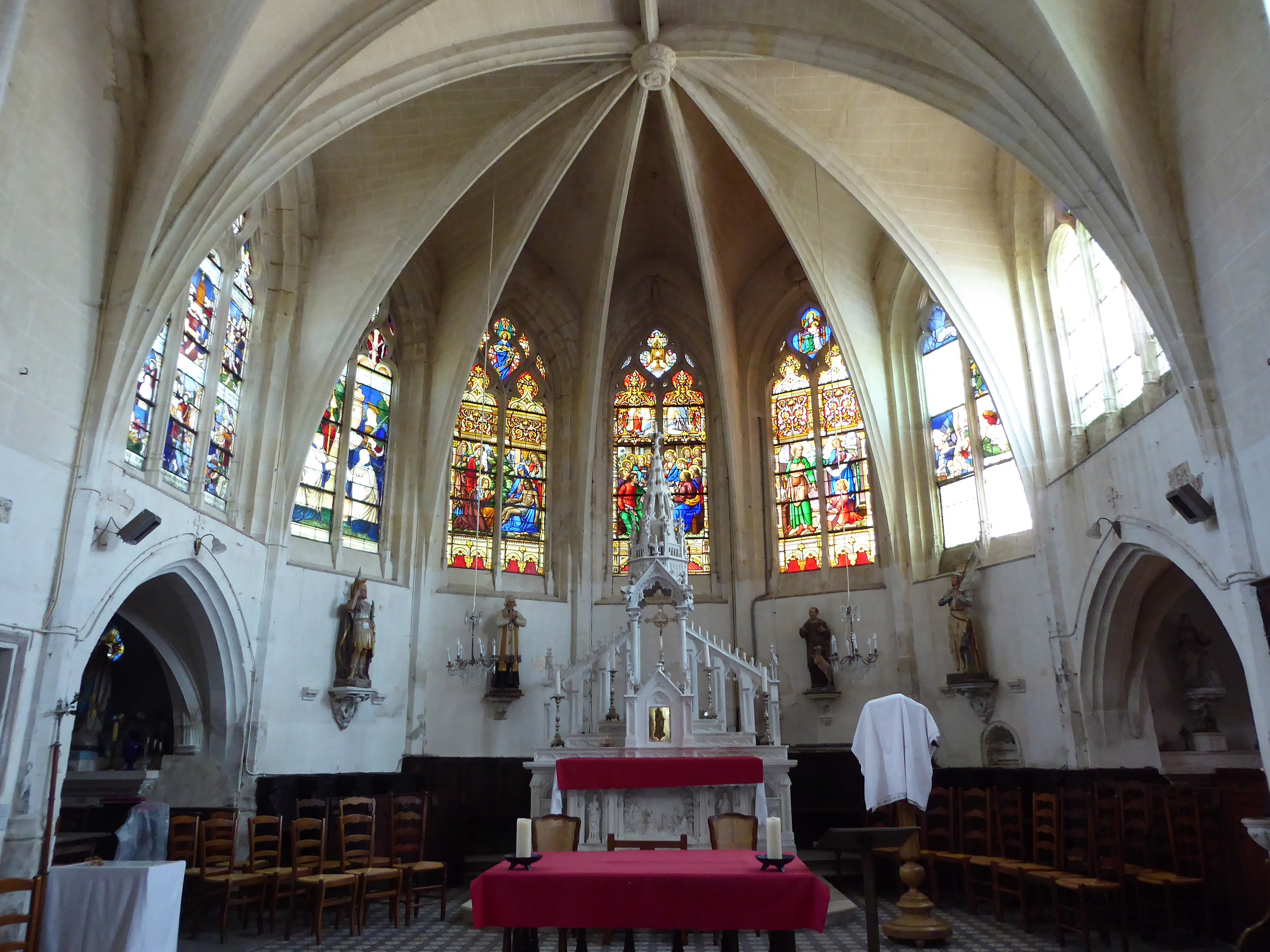
Le chœur.
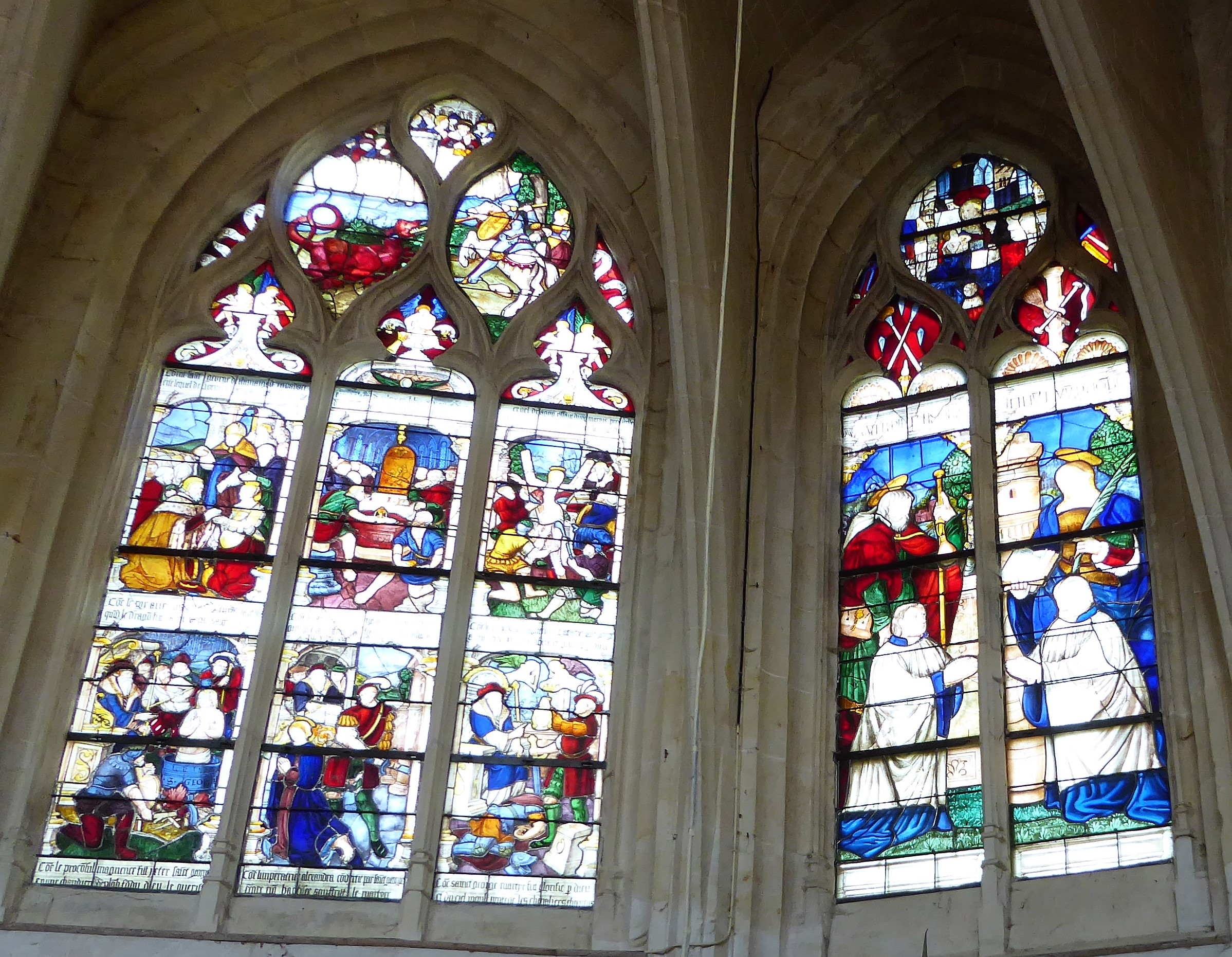
Baies 5 et 3.
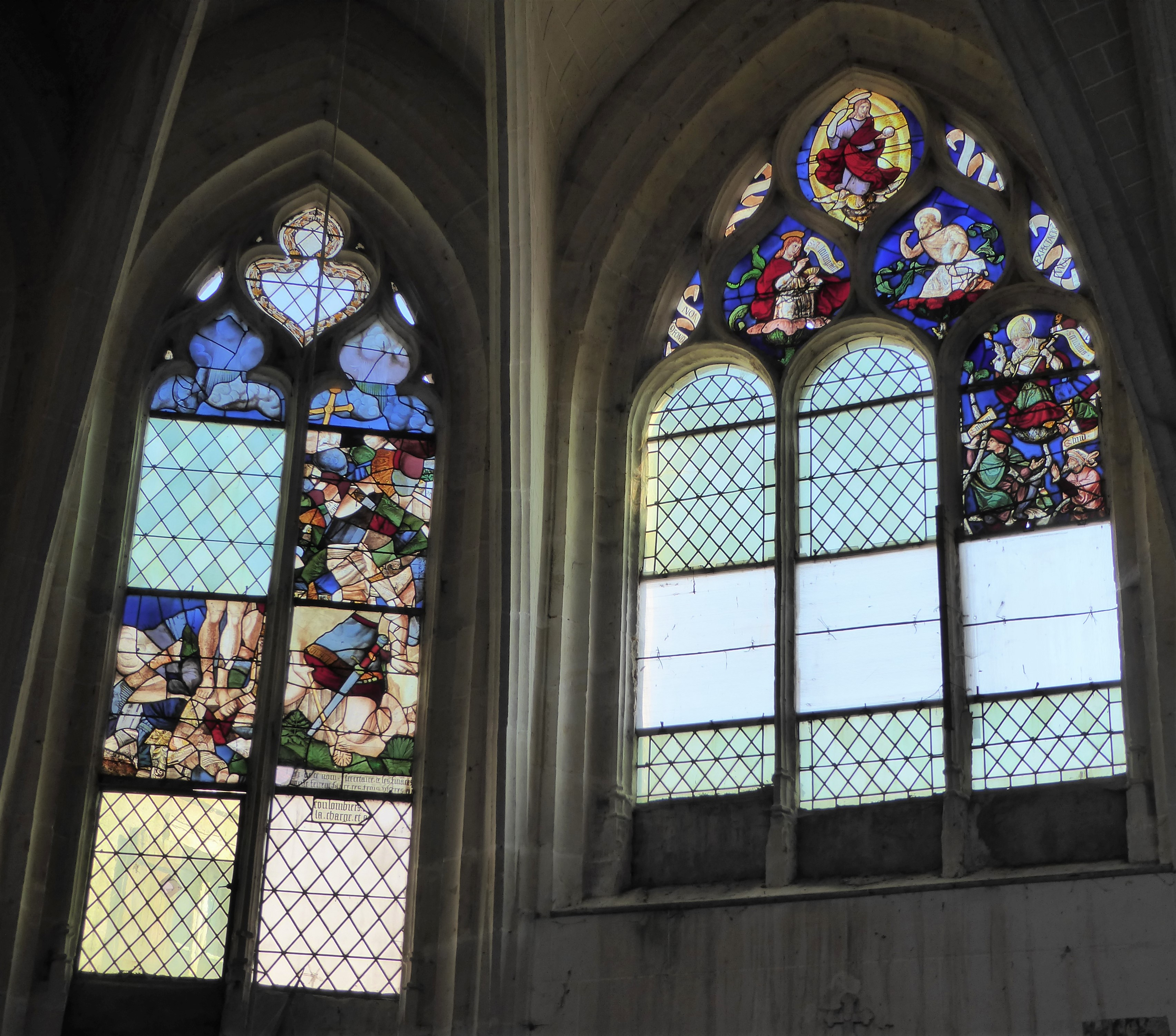
Baies 4 et 6.
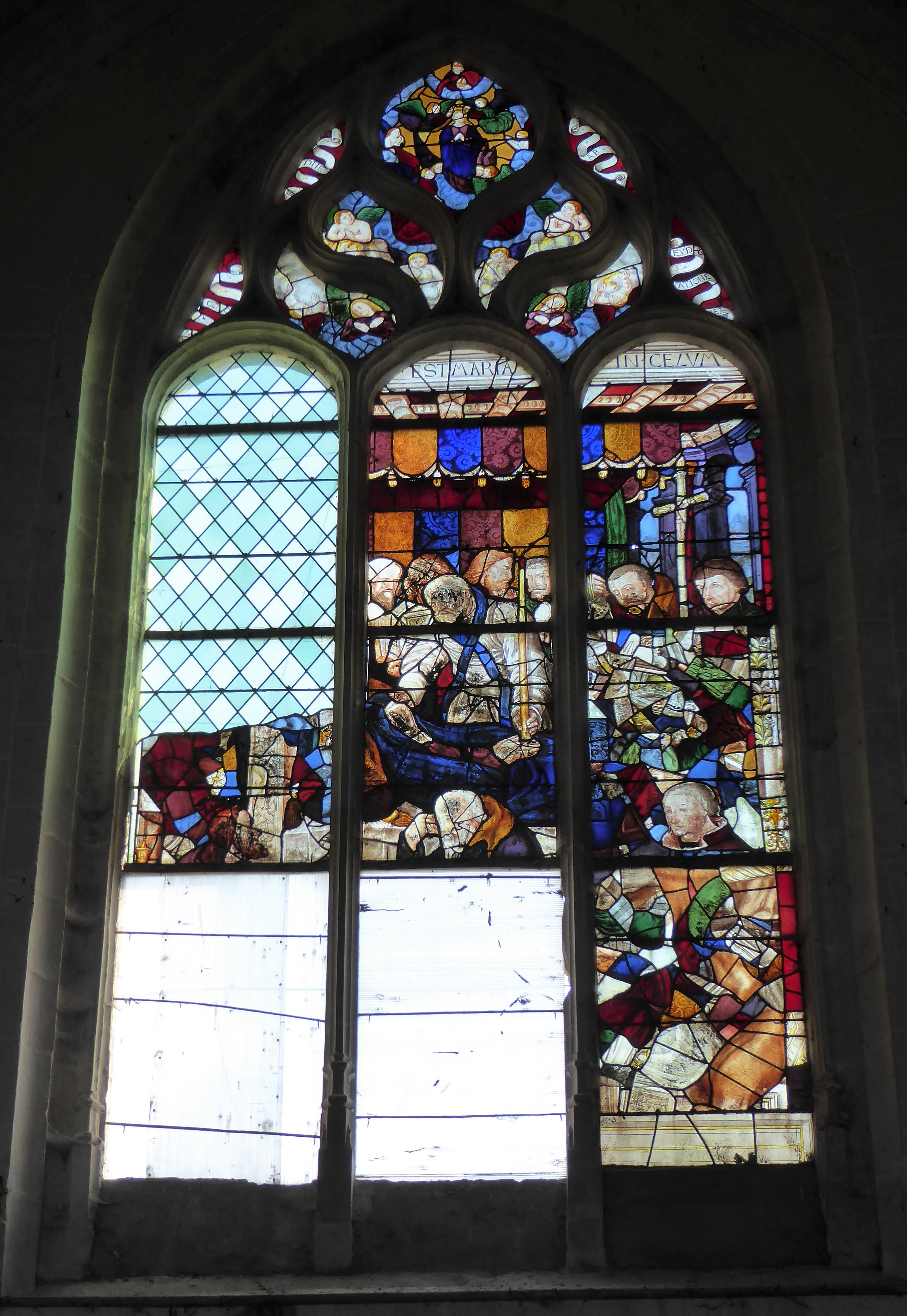
Baie 8.
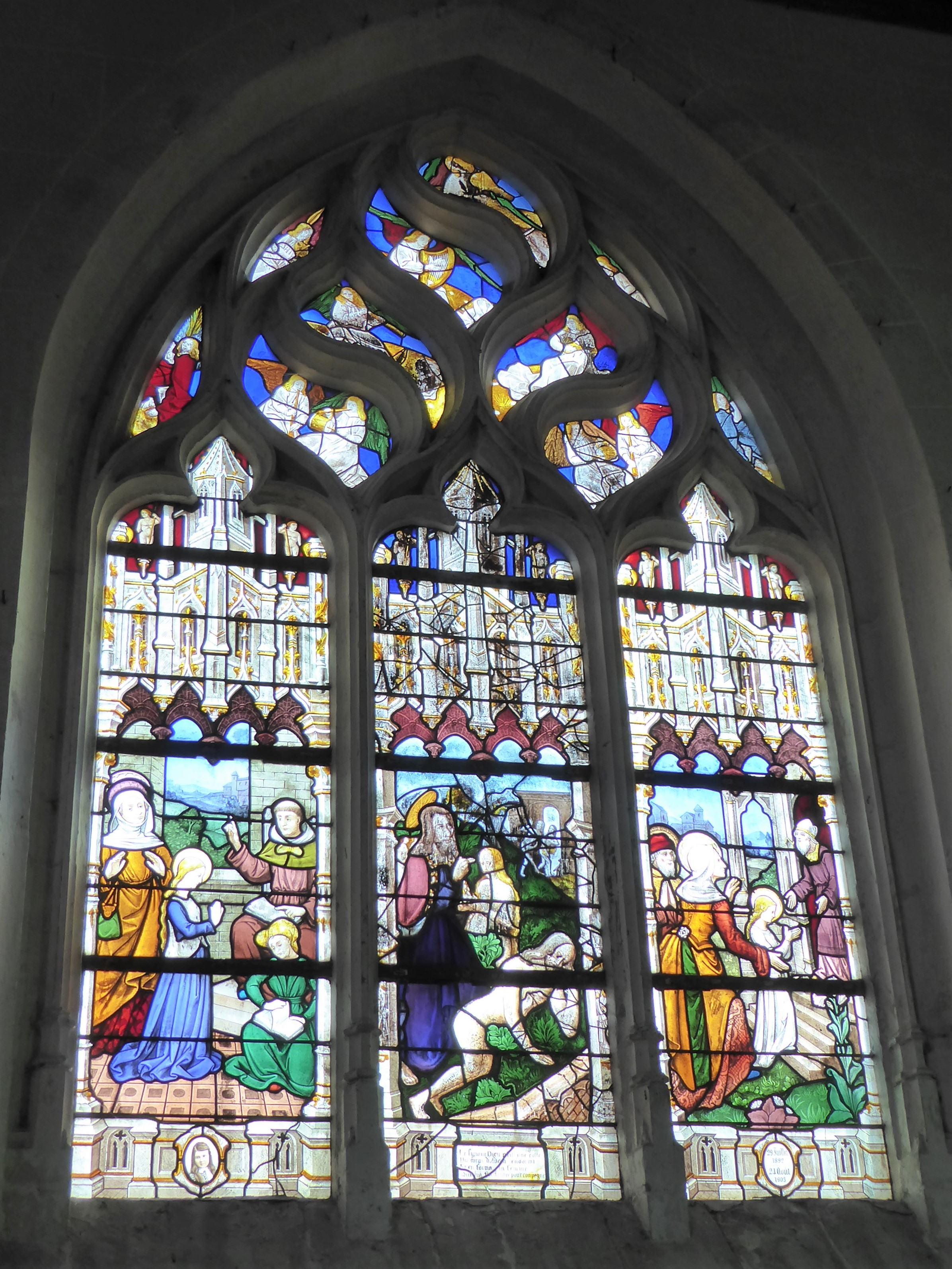
Baie 10.

### Autres mobiliers
- Tableau,  Classé MH (1951)[4] : calvaire, peinture à l'huile du XVIe siècle.

## Paroisse et doyenné
L'église Saint-Georges de Souancé fait partie de la paroisse Saint Lubin du Perche, rattachée au doyenné du Perche.